# 苏震
苏震（?—?），雍州武功（今陕西省武功县）人，唐朝官员。苏瓌孙，苏诜子。

## 生平
苏震十余岁时，强学有成人之风，即以荫补千牛入仕。苏颋说：“吾家有子。”历任殿中侍御史、长安令。安禄山攻下京师，苏震与京兆尹崔光远杀开远门吏，弃家出奔。当时唐肃宗在灵武称帝，苏震前去投奔，唐肃宗拜他为御史中丞，转任文部侍郎。广平王李倓为元帅，以苏震为粮料使。收复二京，苏震被封为岐阳县公，改河南尹。唐朝九节度兵败相州，苏震与留守崔圆奔襄州、邓州，贬为济王府长史。起复为绛州刺史，进户部侍郎，判度支，为泰陵、建陵卤簿使，后来封岐国公，拜太常卿。唐代宗将巡幸东都，再以苏震为河南尹，未行，苏震卒，赠礼部尚书。

## 子
苏震有七子：
- 苏敦
- 苏发，娶唐玄宗女寿安公主
- 苏彻
- 苏敞
- 苏皦
- 苏教
- 苏严